# 臺南市鹽水區歡雅國民小學
23°17′32″N 120°14′36″E / 23.2922°N 120.2433°E
臺南市鹽水區歡雅國民小學是一所位於臺灣臺南市鹽水區、建校於1919年的市立國民小學，為該區歷史第二久的國小。該校建於1950年代的大禮堂與時鐘座已在2004年9月22日被公告為歷史建築。該校在1958年時曾共設19個班，學生1800人，但自1970年代後便迅速減少，1987年全校只剩12班300人，現在六個年級只有1班。

## 沿革
歡雅國小創立於日大正八年（1919年）3月27日，最初是今鹽水國小的分校，稱為「鹽水港公學校番子厝分校」，由相良義人擔任分校校長，隔年9月20日首任校長廣瀨清士才上任。後來學校在大正十一年（1922年）3月31日獨立成「番子厝公學校」，同年4月30日第二任校長木原操上任，昭和十六年4月1日因制度改革而改為「番子厝國民學校」。
二次大戰後，陳大碑於民國三十四年（1945年）10月29日擔任戰後首任校長，隔年2月1日校名改為「鹽水鎮第二國民學校」，不久同年8月1日改稱「鹽水鎮歡雅國民學校」，後來在實行九年國民義務教育時於民國五十七年（1968年）8月1日改為「鹽水鎮歡雅國民小學」，而2010年行政區劃改制後改為今名。

### 歷任校長
日治時期
| 任次     | 姓名       | 就任時間       | 備註     |
| -------- | ---------- | -------------- | -------- |
| 日治時期 |            |                |          |
| －       | 相良義人   | 1919年3月31日  | 分校主任 |
| 1        | 廣瀨清士   | 1920年9月20日  |          |
| 2        | 木原操     | 1922年4月30日  |          |
| 3        | 松崎義文   | 1923年9月13日  |          |
| 4        | 土屋周市   | 1927年3月31日  |          |
| 5        | 伊良皆高要 | 1930年3月31日  |          |
| 6        | 幡手辰彥   | 1937年3月26日  |          |
| 7        | 橋本一美   | 1943年10月26日 |          |
| 8        | 本田康人   | 1944年3月31日  |          |
| 戰後時期 |            |                |          |
| 1        | 陳大碑     | 1945年10月29日 |          |
| 2        | 黃三喜     | 1946年3月31日  |          |
| 3        | 吳等松     | 1953年10月31日 |          |
| 4        | 吳慶壬     | 1954年8月31日  |          |
| 5        | 吳等松     | 1966年8月31日  |          |
| 6        | 陳永興     | 1976年8月1日   |          |
| 7        | 陳茂德     | 1987年8月7日   |          |
| 8        | 張玲月     | 1992年2月25日  |          |
| 9        | 康紹榮     | 1997年2月1日   |          |
| 10       | 魏金花     | 2003年8月1日   |          |
| 11       | 馮秋香     | 2006年8月1日   |          |
| 12       | 郭俊宏     | 2007年12月1日  |          |
| 13       | 黃秋月     | 2008年8月1日   |          |
| 14       | 詹佳璋     | 2014年8月1日   |          |
| 15       | 何滄文     | 2018年8月1日   | 現任     |

## 分校
歡雅國小以「番子厝公學校」的名義獨立後，曾設有過5個分校，分別是昭和九年（1934年）4月1日所設的「番子厝公學校坔頭港分教場」、民國三十六年（1947年）9月所設的大豐分校、民國四十二年（1953年）8月所設竹埔分班、民國五十一年（1962年）8月所設的仁光分班與民國五十五年（1966年）8月所設的後宅分班。上述該校後來分別獨立成坔頭港國小 （页面存档备份，存于）、大豐國小、竹埔國小、仁光國小與文昌國小，但大豐國小因少子化等因素，於民國九十一年（2002年）8月1日變回「歡雅國小大豐分校」，而在民國九十五年（2006年）8月1日時被裁校。

## 文化資產

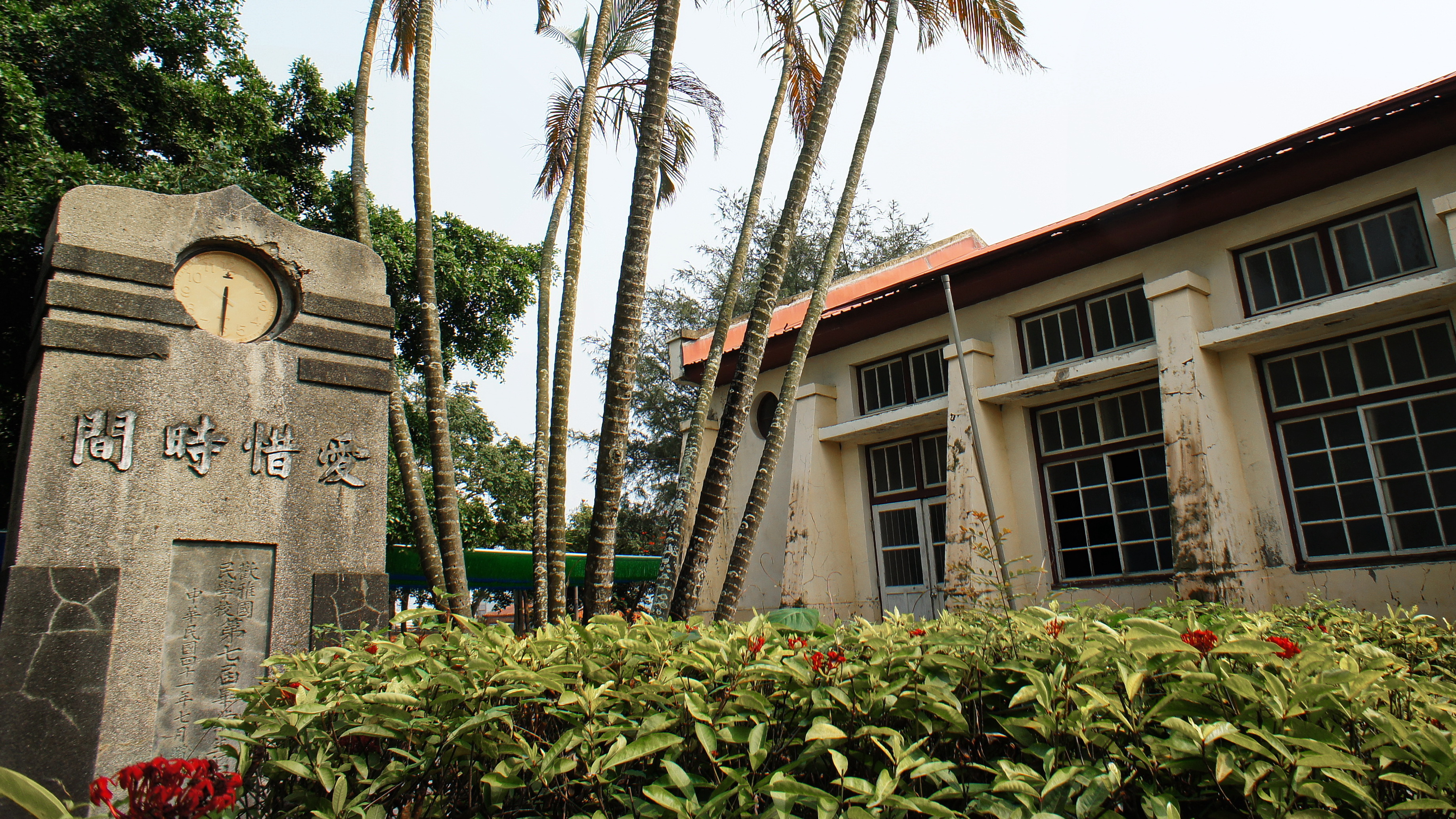
鹽水歡雅國小原大禮堂及時鐘座

歡雅國小的大禮堂為一層樓的磚造建築，屋頂則是木構屋架，興建於1956年。時鐘座則建於1952年，是戰後第七屆校友所捐贈。

## 外部連結
- 臺南市鹽水區歡雅國民小學